# Eremospatha
Eremospatha (G.Mann & H.Wendl.) H.Wendl., es un género con once especies de plantas con flores perteneciente a la familia  de las palmeras (Arecaceae).  

## Distribución yhábitat
Se encuentran en el África tropical.  Estas palmas son poco frecuentes en el cultivo y mal entendidas por los taxónomos; se han descrito unas 12 especies, de los que tres son comúnmente reconocidas. Está muy relacionado con Laccosperma, y son únicos en la tribu Calameae por la casi total ausencia de brácteas y bracteolas.

## Descripción
El esbelto, alto y escalado tronco  y puede alcanzar hasta 45 m de longitud. Las hojas son  pinnadas y tienen desde 3 a 25 dm sobre el corto, pecíolo armado de espinos, el raquis y los márgenes de la hoja también están armados con espinas. Son hermafroditas, con  los órganos reproductivos masculinos y femeninos presentes en cada flor. 
Las flores de color pálido son fragantes y producen frutas con escamas de un color rojo a marrón,  conteniendo cada una de ellas de una a tres semillas.

## Taxonomía
El género fue descrito por (G.Mann & H.Wendl.) H.Wendl. y publicado en Les Palmiers 244. 1878.
Etimología
Eremospatha: nombre genérico de origen griego que significa "sin espata".

## Especies
- Eremospatha barendii Sunderl. (2002).
- Eremospatha cabrae (De Wild. & T.Durand) De Wild. (1903).
- Eremospatha cuspidata (G.Mann & H.Wendl.) H.Wendl. in O.C.E.de Kerchove de Denterghem (1878).
- Eremospatha dransfieldii Sunderl. (2003 publ. 2004).
- Eremospatha haullevilleana De Wild. (1903).
- Eremospatha hookeri (G.Mann & H.Wendl.) H.Wendl. in O.C.E.de Kerchove de Denterghem (1878).
- Eremospatha laurentii De Wild. (1916).
- Eremospatha macrocarpa H.Wendl. in O.C.E.de Kerchove de Denterghem (1878).
- Eremospatha quinquecostulata Becc. (1910).
- Eremospatha tessmanniana Becc. (1910).
- Eremospatha wendlandiana Dammer ex Becc. (1910).